# Hernád (település)
Hernád nagyközség Pest vármegyében, a Dabasi járásban.

## Fekvése
Hernád község Pest vármegye alföldi részén, Budapest központjától mintegy 50 kilométernyire található. Tőle 13 km-re keletre található Magyarország mértani középpontja Pusztavacs település mellett. Az ELTE TTK Természetföldrajzi Tanszékének térinformatikai mérései alapján a település mellett határozták meg Magyarország tényleges földrajzi középpontját. (A tényleges középpont koordinátái: é. sz. 47° 10′ 06″, k. h. 19° 23′ 44″47.168333°N 19.395556°E)
A település az M5-ös autópálya és az 5-ös főút között terül el. Vonattal megközelíthető a 142-es számú Budapest–Kecskemét-vasútvonalon, melynek egy megállási pontja van itt, Hernád megállóhely, az 5-ös főúttól a faluba vezető 46 109-es számú mellékút vasúti keresztezése közelében.

## Története
Hernádot először egy birtokpert lezáró oklevél említi 1388-ban. Ekkoriban a falu népes köznemesi település lehetett. A török korszakban Hernád teljesen elnéptelenedett. Területét Nagykőrös szerezte meg és legelőként hasznosította. A 19. században Hernád környékén garázdálkodott Bogár Szabó Imre, a híres betyár. A település területe a 20. század közepéig a szomszédos Újhartyánhoz tartozott. Örkényi gazdák számos tanyát létesítettek a mai falu helyén, melyet a statisztikák Váradi-telep néven említettek. A népesség növekedését segítette, hogy Váradi-telep 1899-ben vasútállomást kapott. A Váradi-telep - amelyet a helyiek Zsírosként emlegetnek - jelenleg a község része. 
Régen Hernádon gazdasági vasút működött, de ezt később bezárták. Hernád 1946-ban alakult önálló községgé Újhartyánból kiválva, ideiglenes neve kezdetben Alsóhernád volt.
Az 1970-es években hozzácsatoltak addig Örkényhez tartozó területrészeket a két község közötti tanyák nagy részével. Ekkor épült meg a falu gazdaságát a mai napig meghatározó baromfinevelő üzem és vágóhíd. Ebben az időben a hernádi lakosok jelentős része - a létező szocializmus sajátosságait kihasználva - háztáji baromfinevelésre vállalkozott és a településre egyébként is jellemző hosszú telkek végén megszaporodtak az intenzív baromfitenyésztéshez elengedhetetlen, hosszú, zárt nevelőházak. Az itt nevelt vágóállatokat a helyi vágóhíd vette át a gazdáktól. A rendszerváltást követően a háztáji baromfitartás fokozatosan elhalt. 
Napjainkban a nagyüzemi brojlercsirkekeltetés, -nevelés és -feldolgozás a községben található nevelőtelepeken és vágóhidakon zajlik, amelyek a környék egyik legnagyobb foglalkoztatói. Jelentősebb baromfitenyésztő cégek: Galdorf Zrt., Her-Csi Hús Kft.] V & Chicken Kft.,  Bro-Ker-Bét Kft.
A településen két praxissal háziorvosi rendelőintézet, gyermek háziorvosi rendelőintézet, általános iskola, óvoda és bölcsőde működik. Az intézményeket az elmúlt évek során modernizálták, felújították. 

## Közélete

### Polgármesterei
- 1990–1994: Zsadányi Lászlóné (független)[6]
- 1994–1998: Zsadányi Lászlóné (független)[7]
- 1998–2002: Zsadányi Lászlóné (független)[8]
- 2002–2006: Zsadányi Lászlóné (független)[9]
- 2006–2010: Zsadányi Lászlóné (független)[10]
- 2010–2014: Zsírosné Pallaga Mária (független)[11]
- 2014–2019: Zsírosné Pallaga Mária (független)[12]
- 2019–2024: Zsírosné dr. Pallaga Mária (független)[13]
- 2024– : Zsírosné dr. Pallaga Mária (független)[1]

A település rendszerváltás utáni első polgármestere, Zsadányi Lászlóné korábban egy cikluson át (1985-1990 között) tanácselnökként is vezette a községet.

## Népesség
A település népességének változása:
| Lakosok száma | 4111 | 4035 | 3975 | 4178 | 4109 | 4148 | 4125 |
|               | 2013 | 2014 | 2018 | 2021 | 2022 | 2023 | 2024 |

A 2011-es népszámlálás során a lakosok 87,7%-a magyarnak, 2,4% cigánynak, 1% németnek, 0,3% románnak mondta magát (12,2% nem nyilatkozott; a kettős identitások miatt a végösszeg nagyobb lehet 100%-nál). A vallási megoszlás a következő volt: római katolikus 47,9%, református 7,5%, evangélikus 0,9%, görögkatolikus 0,7%, felekezeten kívüli 18,3% (23,2% nem nyilatkozott).
2022-ben a lakosság 89,9%-a vallotta magát magyarnak, 2% cigánynak, 0,8% románnak, 0,7% németnek, 0,2% ukránnak, 0,2% szlováknak, 0,1% szerbnek, 2,4% egyéb, nem hazai nemzetiségűnek (10% nem nyilatkozott; a kettős identitások miatt a végösszeg nagyobb lehet 100%-nál). Vallásuk szerint 32,5% volt római katolikus, 5,4% református, 0,9% görög katolikus, 0,8% evangélikus, 1,2% egyéb keresztény, 0,9% egyéb katolikus, 16,5% felekezeten kívüli (41,6% nem válaszolt).

## Nevezetességei
Római katolikus templom, Árkay Bertalan építész, festőművész, a modern magyar építészet egyik úttörője tervei szerint épült 1961-ben.
Szent Család közösségi ház,  Balázs Mihály Kossuth-díjas építész, műegyetemi tanár (Hernád szülötte) tervei szerint épült 2010-ben

## Sport és wellness
Squash, tenisz, szauna, medence, szolárium, aerobic, hiphop tánc.